# Doppiamente fragili
Doppiamente fragili è una canzone scritta da Marco Del Freo, composta da David Marchetti, presentata al Festival di Sanremo 2002, dall'allora quindicenne Anna Tatangelo, vincitrice della sezione giovani. L'album d'esordio della cantante, contenente anche Doppiamente fragili, verrà pubblicato soltanto un anno dopo.
Il singolo, pubblicato durante la settimana del festival, ottiene un grande successo, entrando nella top 20 della classifica dei dischi più venduti in Italia, il 14 marzo 2002, e salendo al suo massimo fino alla quattordicesima posizione.
Nel 2004, a distanza di due anni, il singolo è entrato nelle classifiche radiofoniche ucraine e russe.

## Tracce
1. Doppiamente fragili
2. Doppiamente fragili (versione strumentale)

## Classifiche
| Classifica (2002-04) | Posizione massima |
| -------------------- | ----------------- |
| Italia               | 14                |
| Russia               | 98                |
| Ucraina              | 64                |